# Stifts- und Armengericht Quittainen
Das gräflich Dönhoffsche Stifts- und Armengericht Quittainen war ein Patrimonialgericht der Familie Dönhoff in Quittainen.

## Geschichte
Die Quittainenschen Güter waren im Besitz von Generalfeldmarschall Hans Albrecht von Barfus und kamen nach dessen Tod an seine zweite Ehefrau Eleonore von Dönhoff. Deren drei Söhne starben kinderlos und Graf Alexander von Dönhoff, der Bruder von Eleonore erbte den Besitz, bewirkte die Allodifikation der Quittainschen Güter und vererbte diese seinem Neffen 1842 Otto Philipp Graf von Dönhoff. Dieser erweiterte den Besitz durch Ankauf der Güter Schönau-Gehlfeldt, Nauten und Samrodt und wandelte diese in eine Stiftung um. Der Dönhoffschen Familienstiftung Quittainen stand der jeweilige Fideikommissherr von Friedrichstein vor.
Die Familie Dönhoff verfügte auch über die Patrimonialgerichtsbarkeit. Dieses war der Ostpreußische Regierung bzw. nach 1808 dem Oberlandesgericht Königsberg nachgeordnet.
1837 umfasste der Gerichtsbezirk 23 Ortschaften mit 2168 Gerichtseingesessenen. Die Orte waren Amalienhof, Kanditten, Komthurhof, Einhöfen, Gehlfeld, Greissings, Grosainen, Köllming, Alt- und Neu-Krönau, Lägs, Mäken, Matzweißen, Memento, Nauten, Pergusen, Quittainen, Schönau, Skollmen, Groß- und Klein-Thierbach, Weinings und Wulis. Am Gericht war ein Richter beschäftigt.
1849 wurden nach der Märzrevolution die Patrimonialgerichte abgeschafft. Das Stifts- und Armengericht Quittainen wurde entsprechend aufgehoben und die Gerichtsdeputation Preußisch Holland des Kreisgerichts Mohrungen übernahm die Gerichtsfunktion.